# Guttera
A Guttera a madarak osztályának tyúkalakúak (Galliformes) rendjébe és a gyöngytyúkfélék (Numididae) családjába tartozó nem.

## Rendszerezés
A nemet Johann Georg Wagler zoológus és ornitológus írta le 1832-ben, az alábbi 2 faj tartozik:
- búbos gyöngytyúk (Guttera plumifera)
- bóbitás gyöngytyúk (Guttera pucherani)

## Előfordulásuk
Afrika területén honosak. Természetes élőhelyeik a szubtrópusi vagy trópusi síkvidéki esőerdők, valamint másodlagos erdők. Állandó, nem vonuló fajok.

## Megjelenésük
Testhosszuk 51 centiméter körüli.